# Воронин, Михаил Ильич
Михаил Ильич Воронин (1924—1945) — Гвардии старший сержант Рабоче-крестьянской Красной Армии, участник Великой Отечественной войны, Герой Советского Союза (1945).

## Биография
Михаил Воронин родился в 1924 году в селе Михайловка ныне Царичанского района Днепропетровской области Украины в крестьянской семье. Окончил восемь классов школы. В феврале 1942 года он был призван на службу в Рабоче-крестьянскую Красную Армию. С декабря того же года — на фронтах Великой Отечественной войны. Принимал участие в боях на Центральном, 2-м Украинском и 1-м Белорусском фронтах. В боях три раза был ранен и один контужен. Участвовал в битве на Курской дуге, Черниговско-Припятской, Уманско-Ботошанской, Люблин-Брестской операциях. К январю 1945 года гвардии старший сержант Михаил Воронин командовал отделением моторизованного батальона автоматчиков 66-й гвардейской танковой бригады 12-го гвардейского танкового корпуса 2-й гвардейской танковой армии 1-го Белорусского фронта. Отличился во время Варшавско-Познанской операции.
19 января 1945 года в бою за безымянную высоту Воронин первым ворвался во вражеские траншеи и лично уничтожил четыре пулемёта, три точки с фаустпатронами и 19 солдат и офицеров противника. Когда советские части подошли к городу Иновроцлав, их продвижение остановила немецкая батарея противотанковой артиллерии. Отделение Воронина скрытно пробралось в город и, уничтожив расчёты батареи, захватило её, а затем отбило вражескую контратаку, уничтожив более 45 солдат и офицеров. В дальнейшем, продвинувшись на два квартала вперёд, отделение захватило 10 легковых автомашин с важными штабными документами. В бою за город Чарнкув отделение Воронина, находясь во взаимодействии с танками, уничтожило 4 пулемёта, 9 точек с фаустпатронами и около 40 вражеских солдат и офицеров.
Указом Президиума Верховного Совета СССР от 24 марта 1945 года за «мужество, отвагу и героизм, проявленные в борьбе с немецкими захватчиками» гвардии старший сержант Михаил Воронин был удостоен высокого звания Героя Советского Союза с вручением ордена Ленина и медали «Золотая Звезда» за номером 5744.
Воронин погиб в бою 17 апреля 1945 года. Похоронен в польском городе Дембно.
Был также награждён орденами Отечественной войны 2-й степени и Славы 3-й степени, медалью «За отвагу».